# Weißstirntaube

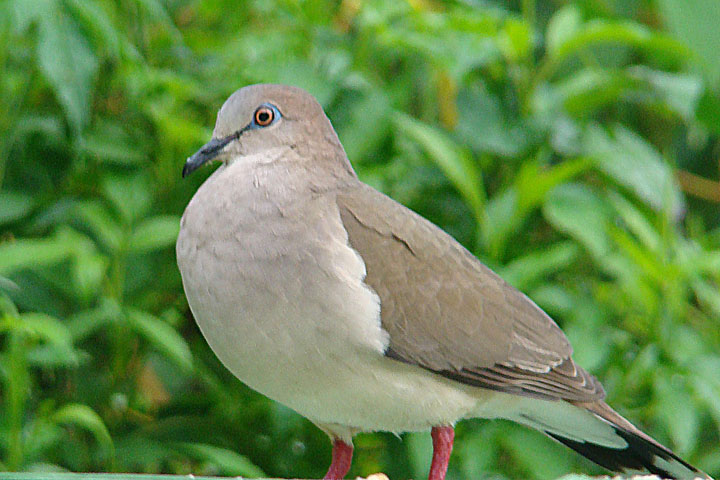
Weißstirntaube, Costa Rica

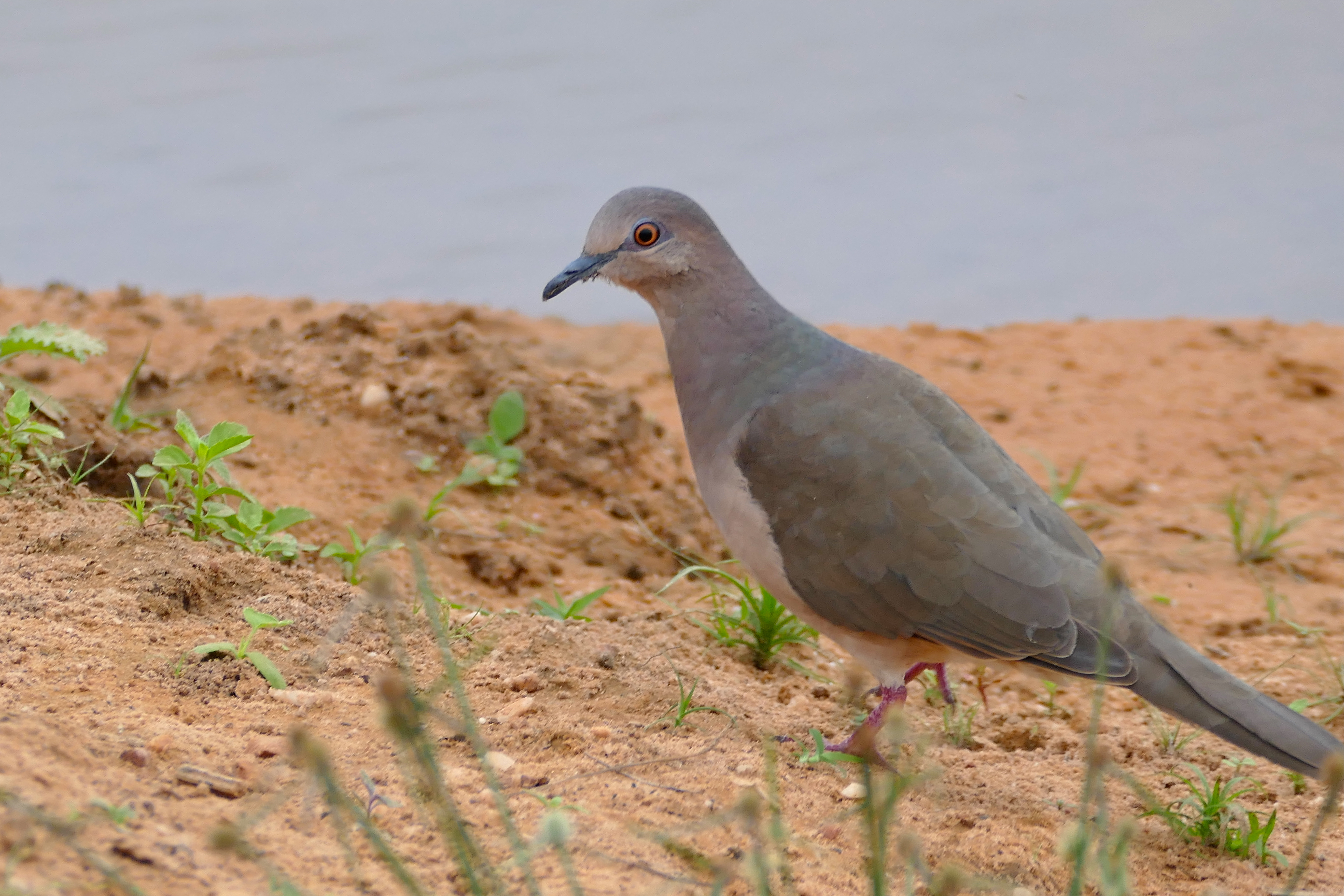
Weißstirntaube, Brasilien

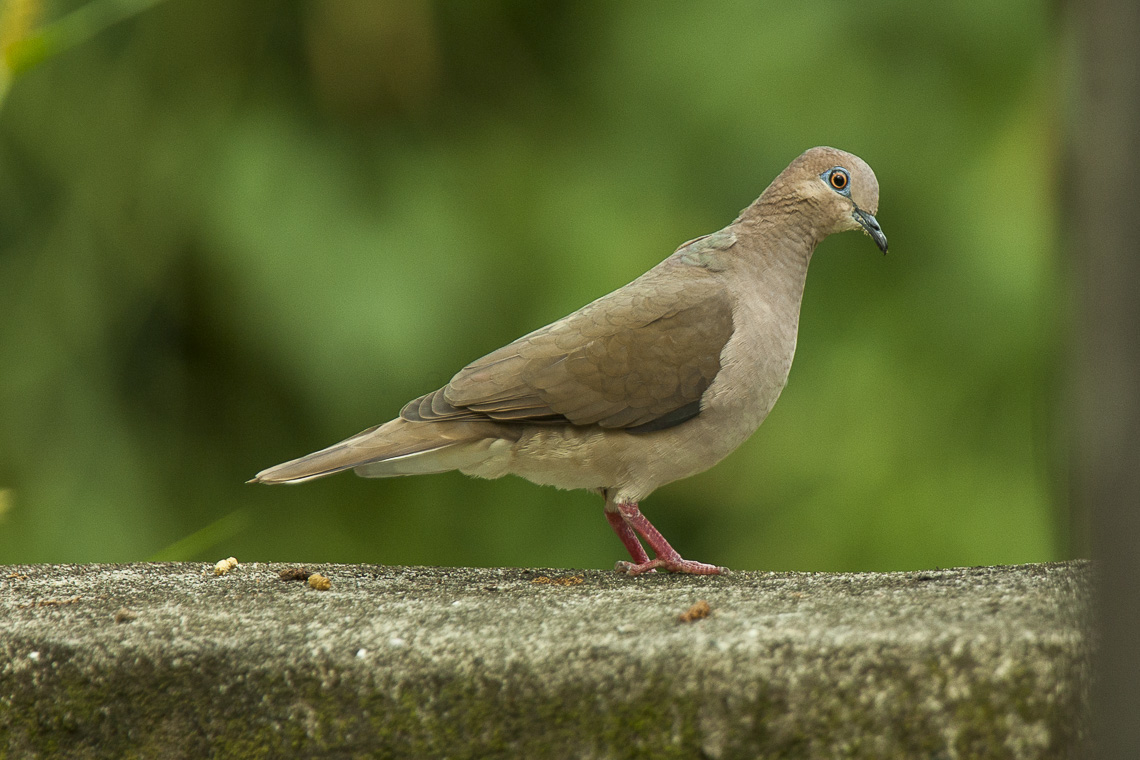
Weißstirntaube, Panama

Die Weißstirntaube (Leptotila verreauxi), auch Blauringtaube genannt, ist eine weitverbreitete Art der Taubenvögel. Sie kommt in zahlreichen Unterarten von Nord- bis Südamerika vor. Der Begriff Weißstirntaube wird im Deutschen gelegentlich auch für die in Südostasien verbreitete Weißscheiteltaube verwendet, die zur Gattung Henicophaps gehört.

## Erscheinungsbild
Die Weißstirntaube erreicht eine Körperlänge von 28 Zentimetern. Sie liegt damit in ihrer Körpergröße zwischen einer Lach- und einer Stadttaube. Der Geschlechtsdimorphismus ist nur sehr geringfügig ausgeprägt.
Weißstirntauben sind unscheinbare Tauben. Beim Männchen ist die Körperunterseite hell, der Rücken ist kastanienbraun und die Schwanzspitze ist weiß. Die Stirn ist weiß mit einem rosafarbenen Schimmer. Der Oberkopf ist rötlichgrau bis rotbraun. Der Hinterhals ist braun oder grau mit einem rosa und bronzegrünen bis rötlichem Schimmer. Bei einigen Unterarten ist der Augenring blau. Es gibt jedoch auch Unterarten mit roten Augenringen.

## Verbreitung, Lebensraum und Verhalten
Die Weißstirntaube kommt von den Südstaaten der USA über Mittelamerika bis nach Südamerika vor. Sie fehlt in Chile und im Süden Argentiniens. Sie bewohnt Waldränder in ariden und semiariden Gebieten. Auch lichte Wälder sowie Kulturlandschaften werden von ihr besiedelt.
Weißstirntauben ernähren sich überwiegend von Früchten. Daneben fressen sie die Samen von Gräsern, Kaktusfrüchte und Getreidekörner. Auch tierische Nahrung spielt in ihrem Nahrungsspektrum eine Rolle. Sie frisst abweichend von den meisten Taubenarten auch größere Insekten wie Heuschrecken und Grillen. Typisch für die Weißstirntaube sind schnelle, nervöse Kopf- und Schwanzbewegungen bei Unsicherheit und Aufregung. Der Schwanz wird dabei niedergedrückt und schnell hochgeschlagen. Diese Schwanzbewegungen sind häufig von synchronen Kopfbewegungen begleitet.
Die Weißstirntaube brütet in Bäumen oder Sträuchern. Das Nest ist im Vergleich zu anderen Taubennestern groß. Das Gelege besteht aus zwei cremefarbenen Eiern. Die Brutzeit beträgt 14 Tage.

## Unterarten
Es sind dreizehn Unterarten bekannt:
- Leptotila verreauxi angelica Bangs & Penard, TE, 1922[5] – Diese Unterart ist im Süden von Texas sowie im nördlichen und zentralen Mexiko verbreitet.
- Leptotila verreauxi approximans Cory, 1917[6] – Diese Unterart ist im Nordosten Brasiliens verbreitet.
- Leptotila verreauxi bangsi Dickey & Van Rossem, 1926[7] – Die Subspezies ist vom Westen Guatemalas bis in den Westen von Nicaragua und Honduras verbreitet.
- Leptotila verreauxi brasiliensis (Bonaparte, 1856)[8] – Diese Subspezies ist in den Guyanas und im Norden Brasiliens verbreitet.
- Leptotila verreauxi capitalis Nelson, 1898[9] – Diese Unterart kommt auf den Marias-Inseln vor.
- Leptotila verreauxi chalcauchenia Sclater, PL & Salvin, 1870[10] – Diese Unterart ist im Süden Boliviens und über Uruguay und das nördliche zentrale Argentinien verbreitet.
- Leptotila verreauxi decipiens (Salvadori, 1871)[11] – Diese Unterart kommt im Osten Perus über Bolivien und im Westen Brasiliens vor.
- Leptotila verreauxi decolor Salvin, 1895[12] – Diese Unterart kommt vom Westen Kolumbiens bis ins westliche und nördliche Peru vor.
- Leptotila verreauxi fulviventris Lawrence, 1882[13] – Diese Unterart kommt vom Südosten Mexikos über Belize bis in den Nordosten Guatemalas vor.
- Leptotila verreauxi hernandezi Romero-Zambrano & Morales-Sanchez, 1981[14] – Diese Unterart kommt im Südwesten Kolumbiens vor.
- Leptotila verreauxi nuttingi Ridgway, 1915[15] – Diese Unterart kommt am Nicaraguasee vor.
- Leptotila verreauxi tobagensis Hellmayr & Seilern, 1915[16] – Diese Subspezies kommt auf Tobago vor.
- Leptotila verreauxi verreauxi Bonaparte, 1855[17] – Die Nominatform ist vom Südwesten Nicaraguas über Costa Rica bis in den Norden Venezuelas und auf den Niederländischen Antillen und Trinidad verbreitet.